# Jesper Carlsen (antikhistoriker)
 For alternative betydninger, se Jesper Carlsen. (Se også artikler, som begynder med Jesper Carlsen)
Jesper Carlsen (født 1957) er en dansk antikhistoriker, som er lektor, dr.phil. ved Syddansk Universitet (SDU). Siden 1987 har Carlsen været ansat ved Institut for Historie i Odense, og i perioden 2000 – 2016 var han institutleder. Særligt slaveri i Romerriget har Carlsens interesse, hvilket listen af publikationer vidner om. I 1995 blev Carlsen dr.phil. ved at skrive disputatsen Vilici and Roman Estate Managers until AD 284. Carlsen har undervist i historisk metode.

## Arkæologisk udgravningsprojekt (udvalg)
Siden 1998 har Carlsen deltaget i udgravninger syd for Rom.

## Publikationer (udvalg)
(2015) Romerrigets historie - fremstillinger og kilder. Systime. ISBN 9788761663771
(2013) Land and Labour - Studies in Roman Social and Economic History. ISBN 9788891302816
(2009) Augustus. Meloni. ISBN 9788792505088
(2008) Romernes historie. Meloni. ISBN 9788799248902 (2. udgave i 2010)
(2006) The Rise and Fall of a Roman Noble Family - The Domitii Ahenobarbi 196 BC - AD 68. University Press of Southern Denmark. ISBN 87-7838-996-8
(2001) Romerriget - Samfund, familie, slaver. Systime. ISBN 87-7783-980-3
(1995) Paradokset Italien - Kilder til Italiens historie 1861-1995. Marko. ISBN 87-7751-101-8
(1987) Dødens Skueplads - Amfiteatre og gladiatorer i Romerriget. Aarhus Universitetsforlag. ISBN 87-7288-165-8
(1981) Slaver i Romerriget. Systime. ISBN 87-87454-79-3